# Лелеков, Юрий Сергеевич
Юрий Сергеевич Лелеков (19 апреля 1930 — 23 марта 1988) — советский железнодорожник, государственный и партийный деятель, Герой Социалистического труда. Член КПСС (1960—1988). Неоднократно избирался членом Новосибирского и Омского горкомов КПСС, депутатом областного совета Новосибирской области и городского совета народных депутатов Новосибирска. Был делегатом XXII партсъезда, прошедшего с 17 по 31 октября 1961 года в Москве.

## Биография
Родился в семье служащих 19 апреля 1930 года.

В 1956 году окончил Ленинградский институт инженеров железнодорожного транспорта. Через четыре года вступил в ряды КПСС. Вместе с окончанием вуза он начал работать помощником машиниста в локомотивном депо на Омской железной дороге (ныне Западно-Сибирская железная дорога). Через некоторое время он стал мастером — в том же депо; 1 августа 1959 года ему было присвоено почётное звание Героя Социалистического труда 
«за выдающиеся достижения в выполнении 5-летнего плана и успехи, достигнутые в развитии железнодорожного транспорта».
До октября 1984 года он работал инженером, начальником депо и начальником Омского отделения Западно-Сибирской железной дороги, занимал должность замначальника дороги, был советником по железнодорожному транспорту и Председателем комиссии по вопросам тяги и электрификации в ПНР. В октябре 1984 года приказом министра МПС СССР назначен начальником строящегося Новосибирского метрополитена. Успел отладить первый пусковой участок, а также 31 декабря 1987 года запустить в эксплуатацию участок из первых двух станций Дзержинской линии.
Умер 23 марта 1988 года. Похоронен в Новосибирске на Заельцовском кладбище.
В ознаменование заслуг Ю. С. Лелекова 3 августа 2007 года на фасаде здания управления Новосибирского метрополитена была вывешена мемориальная доска в его честь.

## Награды и звания
- Орден Ленина
- Орден Трудового Красного Знамени
- Орден «Знак Почёта»